# Mieczysław Kordos
Mieczysław Kordos (ur. 26 maja 1922 we Włostowie, zm. 23 lutego 2011 w Ostrowcu Świętokrzyskim) – uczestnik kampanii wrześniowej, żołnierz Armii Krajowej, działacz kombatancki i społeczny.

## Życiorys

### Dzieciństwo i młodość
Mieczysław Kordos urodził się 26 maja 1922 we Włostowie (pow. opatowski, woj. kieleckie), w rodzinie Wincentego i Anny Kordosów. Jego ojciec, weteran wojny 1920 roku, prowadził tam własne gospodarstwo rolne. W l. 1929-1936 Mieczysław Kordos uczęszczał do szkoły powszechnej w Lipniku, zaś w l. 1935-1939 do Państwowego Gimnazjum Męskiego im. Marszałka J. Piłsudskiego w Sandomierzu, które ukończył zdobyciem tzw. małej matury.

### Okres II wojny światowej
Mieczysław Kordos kampanię wrześniową odbył w szeregach 94 pp., walczącego w składzie improwizowanej Grupy „Sandomierz”. 22 września dostał się do niewoli, z której po 2 dniach zbiegł i powrócił do Włostowa.
W latach 1939–1942 kontynuował naukę – początkowo w liceum w Opatowie, a po jego zamknięciu na zorganizowanych przez Romana Kosełę tajnych kompletach w Sandomierzu, zakończonych uzyskaniem matury (zweryfikowanej w 1960 r.) Od 1942 r. pracował w cukrowni we Włostowie.
Mieczysław Kordos na początku 1940 r. wstąpił do Szarych Szeregów, a następnie do ZWZ. Tam przeszedł przeszkolenie wojskowe w tajnej szkole podchorążych przy Obwodzie Sandomierz AK, kierowanej przez kpt. Michała Mandziarę. Od 1942 r. uczestniczył w akcjach sabotażowych i dywersyjnych.
W 1944 r. uczestniczył wraz z 2 pułkiem piechoty Legionów AK w akcji „Burza” na Sandomierszczyźnie, biorąc udział w walkach pod Postronną i Cebrem. 15 sierpnia 1944 r. został awansowany przez mjr. Antoniego Wiktorowskiego na stopień plutonowego pochorążego. Po rozwiązaniu Armii Krajowej, zdemobilizowany w stopniu podporucznika, powrócił do rodzinnego Włostowa.

### Działalność kombatancka i społeczna
Mieczysław Kordos w lutym 1945 r. podjął pracę zarobkową w cukrowni we Włostowie. Następnie, od 1954 r. do przejścia na emeryturę w 1983 r., pracował jako specjalista w zakresie melioracji w Powiatowej Radzie Narodowej w Opatowie.
Od 1984 r. był członkiem Związku Kombatantów RP i Byłych Więźniów Politycznych, pełniąc w tej organizacji funkcję Wiceprezesa Zarządu Wojewódzkiego w Sandomierzu (od 1989 r.). Od 1989 r. był Przewodniczącym Wojewódzkiej Rady Środowiska Żołnierzy Armii Krajowej w Tarnobrzegu. W 1998 r. został przewodniczącym Powiatowej Rady Kombatantów i Osób Represjonowanych w Opatowie, zaś w 2001 r. został członkiem Światowego Związku Żołnierzy Armii Krajowej. Aktywnie działając w środowiskach kombatanckich, był inicjatorem budowy pomników i miejsc pamięci narodowej oraz angażował się w organizację uroczystości patriotyczno-religijnych
W latach 90. był prezesem Akcji Katolickiej we Włostowie. Od 2003 r. był honorowym członkiem Związku Strzeleckiego „Strzelec”. Od 2009 r. do śmierci był przewodniczącym Rady Ostrowieckiego Stowarzyszenia Historycznego „Solidarność i Pamięć”.

## Awanse
- podporucznik – 1945
- porucznik – 2001
- kapitan – 2006

## Odznaczenia
- Medal Wojska (1948)
- Odznaka „Za zasługi dla Kielecczyzny” (1975)
- Odznaka żołnierzy Armii Krajowej b. Okręgu Radomsko-Kieleckiego (1981)
- Krzyż Armii Krajowej (1983, 1995)[7].
- Medal „Za udział w wojnie obronnej 1939” (1989);
- Krzyż Partyzancki (1998)
- Odznaka „Weteran Walk o Wolność i Niepodległość Ojczyzny” (1998)
- Złoty Medal Opiekuna Miejsc Pamięci Narodowej (2003)